# Klisura (Bulgária)
Klisura (búlgaro:Клисура) é uma cidade da Bulgária, localizada no distrito de Plovdiv. A sua população era de 1 290 habitantes segundo o censo de 2010.

## População
| Klisura | Klisura | Klisura | Klisura | Klisura | Klisura | Klisura | Klisura | Klisura | Klisura | Klisura | Klisura | Klisura | Klisura | Klisura | Klisura | Klisura | Klisura | Klisura | Klisura |
| --- | ------- | ------- | ------- | ------- | ------- | ------- | ------- | ------- | ------- | ------- | ------- | ------- | ------- | ------- | ------- | ------- | ------- | ------- | ------- |
| Ano | 1887    | 1910    | 1934    | 1946    | 1956    | 1965    | 1975    | 1985    | 1992    | 2001    | 2002    | 2003    | 2004    | 2005    | 2006    | 2007    | 2008    | 2009    | 2010    |
| População |         |         |         | 2 021   | 2 267   | 2 064   | 2 016   | 1 831   | 1 905   | 1 613   | 1 579   | 1 545   | 1 501   | 1 478   | 1 440   | 1 413   | 1 377   | 1 346   | 1 290   |
| Fontes: Instituto Nacional de Estatísticas, „citypopulation.de“, „pop-stat.mashke.org“, Bulgarian Academy of Sciences |         |         |         |         |         |         |         |         |         |         |         |         |         |         |         |         |         |         |         |